# Kalitin
Kalitin (på 1600-talet ofta Callentin) var en svensk adelsätt av ryskt ursprung och en av de så kallade bajorsläkterna.
Ätten Kalitin, på ryska ”Kalitín” (Калитин), var den enda bajorsläkten som hade djupa rötter i Novgorod. Dessa gick tillbaka till Republiken Novgorods tid, dvs. före 1478. Moskvastatens maktövertagande detta år medförde emellertid en långtgående ersättning av den gamla novgorodiska eliten med en ny moskovitisk, och detta ledde till att även den adliga släkten Kalitin, som inte var aristokratisk men i besittning av många byar, sjönk i status. Vissa grenar degraderades till så kallade svojezemtsy, den socialt allra lägsta kretsen av jordägare. Det är oklart exakt hur den förste släktmedlemmen i svensk tjänst, Mikita Ivanovitj Kalitin, var släkt med den först kände släktrepresentanten Mikifor Kalitin (andra hälften av 1400-talet), men sannolikt var han dennes sonsons sonsons son. (Det ryska namnet ”Mikita” har den mer officiella formen ”Nikita”, som är den som anges i svenska genealogier och är den idag dominerande, men Kalitin nämns i historiska källor som ”Mikita”.)
Mikita Kalitin var den ende av de ryska adelsmännen i svensk tjänst (bajorerna) som hade haft gods i Ingermanland före det Ingermanländska kriget. Medan svenska styrkor under Jacob De la Gardie höll Novgorod 1611–1617 under den Stora Oredan hörde han till det svenska partiets ivrigaste anhängare. Han tog bland annat del i den beskickning från Novgorod till Stockholm (1611–1613) som skulle bjuda in en av Karl IX:s söner att bli storfurste över Novgorod. Därigenom var han också en av de få Novgorodbor som hade träffat prins Karl Filip, som i Novgorod i ett antal år formellt skulle erkännas som storfurste. Väl återkommen från Sverige deltog Kalitin bland annat i den svensk-novgorodiska belägringen av staden Pskov 1615 och var under andra hälften av 1610-talet rysk ståthållare under svenskt överbefäl på den ingermanländska fästningen Jamgorod. Kalitin förlänades efter 1617 ett relativt stort gods i Ingermanland och erhöll också 2 juli 1620 svenskt adligt  sköldebrev som den andra i ordningen av de nyinkomna ryska ätterna. Det skulle emellertid dröja till 1723 innan ätten genom hans sonsons son (?) introducerades på Sveriges Riddarhus under nummer 1738 bland adliga ätter.
Det är svårt att bringa reda i de tre första svenska generationerna i ätten Kalitin, vilket inkluderar Mikita Kalitins giften, och svenska genealogiska uppgifter är ofullständiga och osäkra. Under Stora nordiska kriget kämpade emellertid ett stort antal släktmedlemmar i Karl XII:s arméer och flera hamnade i rysk krigsfångenskap. Efter riksdelningen 1809 var släktgrenar verksamma såväl i Sverige som i det ryska Storfurstendömet Finland. Ätten avskrevs som utslocknad på Sveriges riddarhus vid 1862–1863 års riksdag, men det är möjligt att den ännu lever utomlands, detta kan bland annat gälla eventuella ättlingar till två söner till stadsfiskalen i Fredrikshamn Rabbe Ulrik Kalitin (1775–1830).